# 武藤秀太郎
武藤 秀太郎（むとう しゅうたろう、1974年 - ）は、日本の経済思想学者、新潟大学教授。

## 人物・来歴
東京都生まれ。1997年早稲田大学政治経済学部経済学科卒業、2000年同大学院修士課程修了、2008年総合研究大学院大学文化科学研究科博士課程修了、「近代日本の社会科学と東アジア」で学術博士。新潟大学経済学部准教授、2022年経済科学部・教育研究院教授。

## 著書
- 『近代日本の社会科学と東アジア』藤原書店, 2009.4
- 『「抗日」中国の起源 五四運動と日本』(筑摩選書 筑摩書房, 2019.2
- 『大正デモクラットの精神史 東アジアにおける「知識人」の誕生』慶應義塾大学出版会, 2020.2
- 『島田三郎　判決は国民の輿論に在り』ミネルヴァ書房・ミネルヴァ日本評伝選、2022

## 論文
- <武藤秀太郎